# Mieczysław Szmerling
Mieczysław Szmerling – polski bokser żydowskiego pochodzenia, funkcjonariusz Żydowskiej Służby Porządkowej w getcie warszawskim, kolaborant III Rzeszy.

## Życiorys
Przed wybuchem II wojny światowej miał być bokserem.
W trakcie okupacji niemieckiej wstąpił w szeregi Żydowskiej Służby Porządkowej (niem. Jüdischer Ordnungsdienst), której zadaniem było utrzymywanie porządku w getcie warszawskim. Początkowo służył w randze podobwodowego. Od listopada 1941 roku był dowódcą 200-osobowej kompanii przeciwepidemicznej, którą powołano w ramach ŻSP do pomocy służbom sanitarnym w walce z epidemią tyfusu. Jeszcze przed rozpoczęciem masowych wywózek do obozu zagłady w Treblince dał się poznać jako funkcjonariusz stosujący skrajnie brutalne metody. Z powodu oskarżeń o bicie podejrzanych kilkukrotnie stawał przed policyjną komisją dyscyplinarną.
22 lipca 1942 roku w getcie warszawskim rozpoczęła się tzw. Wielka akcja deportacyjna. Kilka dni później na polecenie zastępcy szefa „referatu żydowskiego” w warszawskim Gestapo, SS-Untersturmführera Karla Georga Brandta, Szmerling został awansowany do stopnia obwodowego. W czasie „Wielkiej Akcji” pełnił funkcję dziennego kierownika Umschlagplatzu, współpracując z Niemcami przy formowaniu transportów do Treblinki. Tym samym stał się jednym z trzech – obok Józefa Szeryńskiego i Jakuba Lejkina – najważniejszych członków kierownictwa ŻSP, a zarazem jedną z najbardziej wpływowych osób w getcie.
Jako kierownik Umschlagplatzu zasłynął z bezwzględności, a wręcz bestialstwa. Według niektórych relacji jego gorliwość sięgała tak dalece, że nie zgadzał się na zwolnienie z Umschlagplatzu żadnego mieszkańca getta, „ani za najwyższą łapówkę, ani nawet na rozkaz urzędników i żołnierzy niemieckich”. W innych źródłach, m.in. w relacji Emanuela Ringelbluma, jest natomiast opisywany jako łapownik, który zwalniał z Umschlagplatzu tylko w zamian za pieniądze lub kosztowności. Niejednokrotnie z szeregów policji usuwał funkcjonariuszy, którzy potajemnie wypuszczali Żydów z placu przeładunkowego.
Szmerling pełnił służbę na Umschlagplatzu m.in. 5 lub 6 sierpnia 1942 roku, kiedy to wywieziono do Treblinki podopiecznych i pracowników gettowych internatów i sierocińców, w tym Janusza Korczaka i Stefanię Wilczyńską. Według relacji Nachuma Remby to on miał wydać rozkaz dołączenia dzieci i ich opiekunów do transportu, aby osiągnąć „dzienny limit” deportowanych. 21 września, w ostatnim dniu „Wielkiej Akcji”, wraz z Jakubem Lejkinem odeskortował na Umschlagplatz zredukowanych funkcjonariuszy ŻSP – swych byłych kolegów i podwładnych, a także ich rodziny.
Ze względu na swą postawę w czasie „Wielkiej Akcji” Szmerling stal się symbolem okrucieństwa policji żydowskiej. Niemcy mieli nadać mu przydomek „Żydowski kat”, natomiast wśród warszawskich Żydów był znany jako „Balbo” (ze względu na fizyczne podobieństwo do włoskiego marszałka). Został na niego wydany wyrok śmierci przez Żydowską Organizację Bojową. Nieudanego zamachu na Szmerlinga dokonał w sierpniu 1942 roku Henoch Gutman.

## Odniesienia w kulturze
Mieczysław Szmerling wzmiankowany jest w kilku wierszach Władysława Szlengela, w tym między innymi Résumé, czyli Krakowiaki makabryczne, Trzy listy o wąsach i bródce, Kartka z dziennika „akcji”, Pożegnanie z czapką.